# Coleman Barracks

i7
i11
i13
Die Coleman Barracks sind eine US-amerikanische Kaserne mit Militärflugplatz (Coleman Army Airfield, ICAO-Code: ETOR) im Norden Mannheims, in der Nähe des Stadtteils Sandhofen auf der Gemarkung Scharhof. Sie gehörte zur inzwischen aufgelösten US-Garnison Mannheim (mittlerweile zur US-Garnison Rheinland-Pfalz) und ist die letzte von den US-Streitkräften in Mannheim genutzte Liegenschaft. 2015 waren auf dem ca. 220 ha großen Areal 1200 Fahrzeuge und Gerätschaften, darunter 250 Panzer, eingelagert.

## Geschichte

### Fliegerhorst Sandhofen

#### Luftschiffwerft

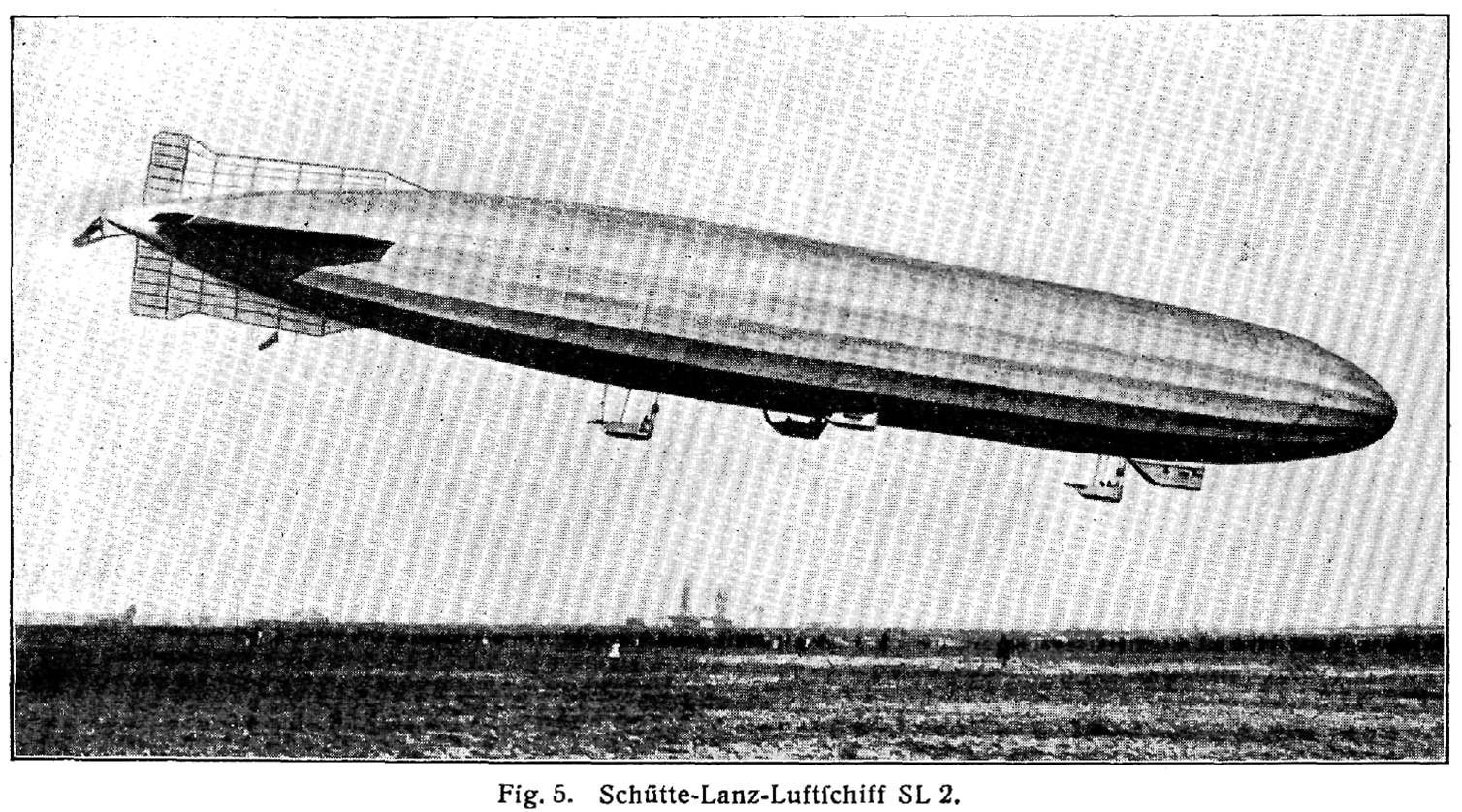
Luftschiff SL 2

Während des Ersten Weltkrieges gab es die Fertigung von Zeppelinen in Sandhofen. Die Schütte-Lanz-Werke betrieben eine Luftschiffwerft in der Schütte-Lanz-Militärluftschiffe gebaut wurden. Zusätzlich gab es einen Flugplatz und die Luftschifferkaserne der Kaiserlichen Luftstreitkräfte.

Siehe auch Liste der Schütte-Lanz-Luftschiffe.

#### Fliegerhorst der Wehrmacht
Nördlich von Sandhofen entstand durch die Aufrüstung der Wehrmacht 1935 der Fliegerhorst Sandhofen der Luftwaffe.
Die folgende Tabelle zeigt eine Auflistung einiger fliegender aktiver Einheiten (ohne Schul- und Ergänzungsverbände) die hier zwischen 1937 und 1945 stationiert waren.
| Von           | Bis            | Einheit                                         | Ausrüstung                                                                |
| ------------- | -------------- | ----------------------------------------------- | ------------------------------------------------------------------------- |
| März 1937     | Oktober 1938   | II./JG 334 (II. Gruppe des Jagdgeschwaders 334) | Arado Ar 68E, Heinkel He 51, Messerschmitt Bf 109B, Messerschmitt Bf 109D |
| Juli 1938     | Oktober 1938   | III./JG 334                                     | Arado Ar 68E, Messerschmitt Bf 109D                                       |
| November 1938 | April 1939     | II./JG 133                                      | Messerschmitt Bf 109D, Messerschmitt Bf 109E                              |
| Oktober 1939  | März 1940      | I./JG 51                                        | Messerschmitt Bf 109E                                                     |
| Oktober 1939  | Mai 1940       | Stab/JG 52                                      | Messerschmitt Bf 109E                                                     |
| November 1939 | Mai 1940       | V.(Z)/LG 1 (V. Gruppe des Lehrgeschwaders 1)    | Messerschmitt Bf 110C, Messerschmitt Bf 110D                              |
| Juni 1940     | Juli 1940      | IV.(Stuka)/LG 1                                 | Junkers Ju 87B                                                            |
| Dezember 1940 | Februar 1941   | II., III./JG 51                                 | Messerschmitt Bf 109E, Messerschmitt Bf 109F                              |
| Februar 1941  | Mai 1941       | Stab, I./JG 3                                   | Messerschmitt Bf 109E                                                     |
| Mai 1941      | September 1941 | Stab, I./JG 53                                  | Messerschmitt Bf 109F                                                     |
| Juni 1943     | Juni 1943      | I./KG 77                                        | Junkers Ju 88A-4                                                          |

### Nach dem Krieg
Die US-Armee rückte vom 26. bis 29. März 1945 auf den Fliegerhorst vor, besetzte ihn und nannte ihn vorläufig Advanced Landing Ground ALG Y-79 Mannheim/Sandhofen. Man baute eine gewaltige Zeltstadt auf und richtete etliche Gebäude wieder her. In vier Tagen wurde das Flugfeld wieder flugtauglich gemacht und die erste fliegende Einheit, die 358th Tactical Fighter Group mit North American P-51 Mustang und Lockheed P-38 Lightning, wurde dorthin verlegt. Die Zeltstadt wurde immer größer und entwickelte sich zu einem Durchgangslager für Material und Personal für ganz Deutschland.
Der ALG Y-79 verfügte über eine exzellente und nicht durch den Krieg zerstörte Infrastruktur, direkte Schienenanbindung, den Rhein als Wasserstraße, Flugplatz und Autobahnanbindung nach Frankfurt und Heidelberg. Ab August 1945 hieß der Flugplatz wieder Mannheim/Sandhofen.

### Coleman Barracks und Airfield
Das Flugfeld wurde abgegrenzt und am 11. Mai 1951 wurden aus Mannheim/Sandhofen die heutige Coleman Barracks und das Flugfeld Coleman Army Airfield (Coleman AAF).
Im Jahr 1951 wurden Vorkriegsgebäude wieder hergerichtet, der Haupteingang umgebaut und direkt neben der Autobahn wurden 40 neue Unterkünfte gebaut. Die US-Armee hatte beschlossen, den Flugplatz zu einem großen Stützpunkt für Panzer- und Transporteinheiten auszubauen.
Lieutenant Colonel  Wilson D. Coleman, nach dem die Kaserne benannt wurde, hatte am 30. Juli 1944 in Saint-Denis, Frankreich, besondere Tapferkeit vor dem Feind bewiesen, indem er, bevor er fiel, alleine eine komplette deutsche Panzerkolonne mit seiner Panzerfaust aufhielt. Dafür bekam er posthum das Distinguished Service Cross verliehen und wurde am 25. Januar 1949 auf den Nationalfriedhof von Arlington, Virginia, umgebettet. Mit der Namensgebung wurde Lieutenant Colonel Wilson D. Coleman posthum ein Denkmal gesetzt.
Am 23. Februar 1952 zogen dann Einheiten der 8. US-Infanteriedivision mit hunderten von Panzern und einer Stärke von 3500 Mann in die Kaserne ein. Die 8. US-Infanteriedivision wurde am 17. Januar 1992 bei einer feierlichen Zeremonie in Bad Kreuznach deaktiviert und die in Mannheim stationierten Einheiten wurden in die USA versetzt. In der Folgezeit wurden die Coleman Barracks zur größten und einzigen Hubschrauberwerft der United States Army außerhalb der USA. 1982 wurde eine riesige Werfthalle errichtet. Die betreute Einheit ist das 502nd Aviation Regiment. Zu Beginn der 1980er Jahre hatte Coleman mehr Flugbewegungen als irgendein anderes Flugfeld der US-Armee in Europa. In den späten 1980er Jahren wurde es dann ruhiger, die Infanterie verließ Coleman und Transporteinheiten der 37th Transportation zogen ein. 1996 und 1998 bis Anfang 2002 war keine fliegende Einheit und keine Flugsicherung vorhanden. Seit dem 23. Februar 2002 ist Coleman wieder aktiv. Die Hangars wurden renoviert und das Vorfeld wurde stark vergrößert. Ein neuer Tower, der größte und modernste der US-Armee in Europa, wurde gebaut. Coleman Radar, welcher die Anflug- und Abflugkontrolle für Coleman und die benachbarten Zivilflugplätze Flugplatz Mannheim City, Speyer und Worms durchführt[Beleg?], zog ein.
Am 11. Juli 2013 wurde die bis dahin bestehende Kontrollzone des Militärflugplatzes aufgehoben.

## Einheiten und Einrichtungen
Die Senderkette American Forces Network (AFN) wurde zur Rundfunkversorgung der US-Soldaten in Europa gegründet. Die AFN-Europazentrale befand sich von 2004 bis 2013 in den Coleman Barracks. Sie war von Heidelberg und Frankfurt am Main nach Mannheim zusammengelegt worden. 2013 wurde die Europazentrale von den Coleman Barracks vorübergehend zur Ramstein Air Base verlegt, 2014 schließlich in die Sembach Kaserne.
Zu den Coleman-Barracks gehören noch zwei, nur durch eine öffentliche Straße abgetrennte Areale. Zum einen handelt es sich um ein zentrales Treibstofflager mit mehreren Benzin-, Kerosin- und Diesel-Großtanks, die so genannte „Tank-Farm“, und zum anderen um das BEQ-Unteroffizierswohnareal.
Zur Sicherung des Flugbetriebs unterhalten die amerikanischen Streitkräfte auf dem Gelände eine Feuerwehrstation, deren Fahrzeuge mitunter auch bei Bränden im zivilen Bereich ausrücken.

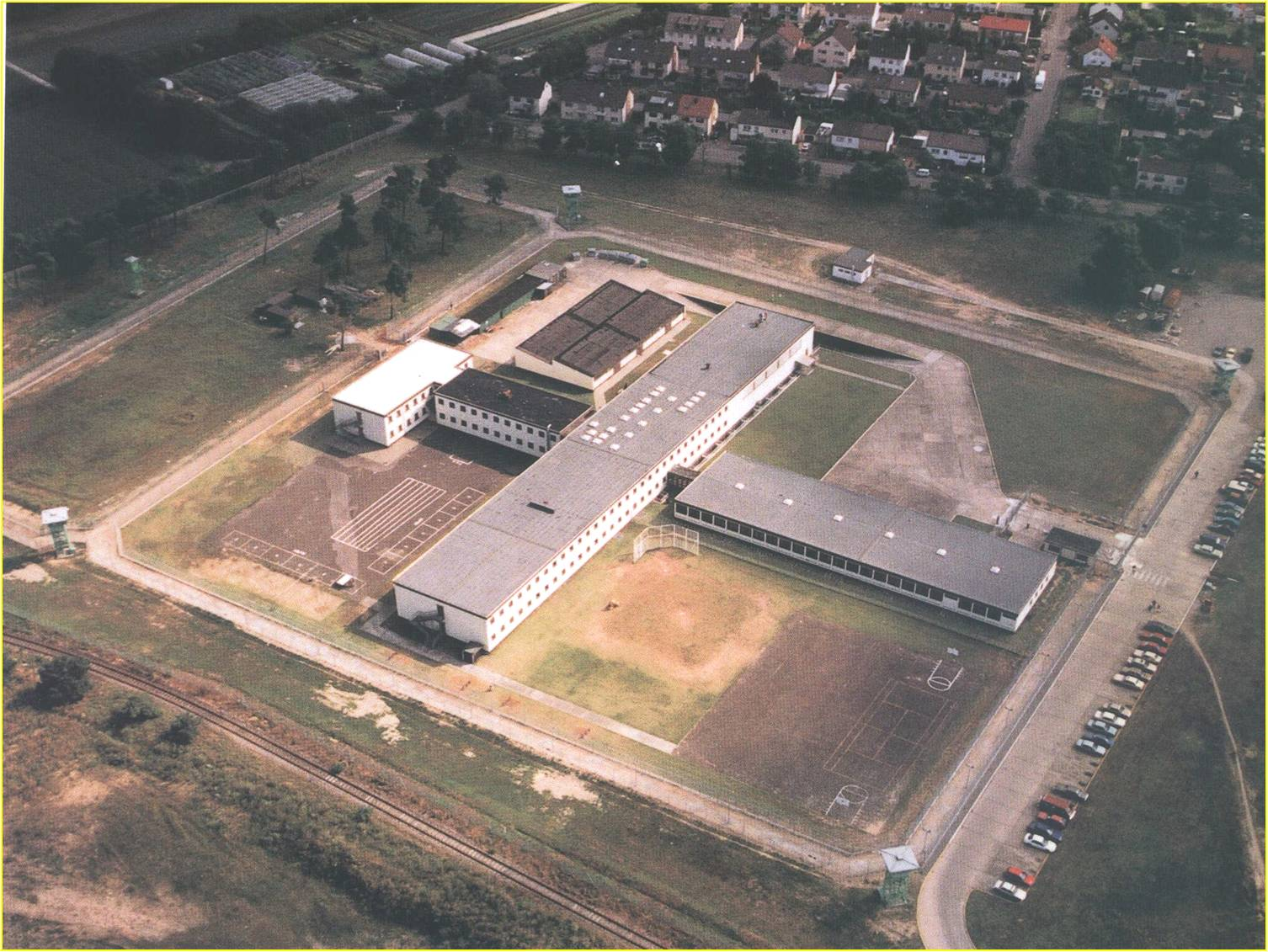
Militärgefängnis

Auf einem abgeteilten und besonders gesicherten Geländeabschnitt befand sich das einzige Militärgefängnis (Confinement Facility) der amerikanischen Streitkräfte in Europa. Im BND-Untersuchungsausschuss des Deutschen Bundestages kamen 2009 Vorwürfe zur Sprache, dass in diesem Gefängnis 2003 und 2006 Gefangene gefoltert wurden. Die Bundesanwaltschaft nahm keine Ermittlungen auf.

## Zukunft des Geländes
2010 hatte die US-Army angekündigt, sich bis 2015 komplett aus dem Rhein-Neckar-Gebiet zurückzuziehen. Die Rückgabe des ca. 220 ha großen Coleman-Areals wurde für Februar 2015 angekündigt. Da das Gelände Eigentum der Bundesrepublik ist, obliegt es nach der Rückgabe der Bundesanstalt für Immobilienaufgaben die Konversionsfläche zu vermarkten. Die Rückzugsankündigung löste Diskussionen über die Nachnutzung aus. Es wurden sehr unterschiedliche Vorstellungen und Interessen geäußert, von einer Seenlandschaft bis zum Verkehrsflughafen.
Das im Auftrag der Stadtverwaltung die Konversion in Mannheim steuernde Konversionsbüro führte öffentliche und nichtöffentliche Beteiligungsveranstaltungen durch, wo Bürger ihre Ideen darstellen und darüber mit Experten diskutieren konnten. Das Konversionsbüro selbst warb für ein Straßenlogistikzentrum zur Förderung des elektrischen Schwerlastverkehrs (Green Logistics).
Das Regierungspräsidium Karlsruhe als höhere Naturschutzbehörde führte eine Biotopkartierung durch. Auf dem Gelände wurden über 160 gefährdete Tierarten gefunden. Das Regierungspräsidium regte an, rund 80 Hektar als Naturschutzgebiet auszuweisen. Die Stadt wünschte sich Ende 2014, dieses Gebiet in das Nationale Naturerbe aufzunehmen. Dann würde der Bund das Gelände kostenlos zur Verfügung stellen. Das Land Baden-Württemberg stellte einen entsprechenden Antrag.
Seit der völkerrechtswidrigen Annexion der ukrainischen Halbinsel Krim durch Russland im März 2014 hat sich die Sicherheitslage geändert.
Mitte Januar 2015 wurde öffentlich, dass die US Army das Areal doch noch für mehrere Jahre benötigt. Damit sind die Konversionsplanungen obsolet. Am 4. Mai 2015 begann der Wiederbezug des Geländes mit Einheiten der 16th Sustainment Brigade und 21st Theater Sustainment Command, ausgestattet mit M1-Abrams- und M2-Bradley-Panzern. Der wiederbelebte Stützpunkt solle für die schnelle Eingreifgruppe in Osteuropa dienen. Da die Kosten von Materialtransporten aus den USA zu teuer sind, werden die Gerätschaften konserviert abgestellt, so dass sie auch ohne dauerhafte Mannschaften schnell zur Verfügung stehen. Die Mannschaften sollen im Bedarfsfall per Luftbrücke eingeflogen werden.
Im April 2018 war in der Diskussion, auf dem zivilen Teil des Geländes ein zentrales Ankunftszentrum für Flüchtlinge (mit Unterbringungsmöglichkeit) einzurichten. Es gab 2018 auch Pläne, das Gelände als Naturschutzgebiet auszuweisen.
Im August 2021 wurde bekannt, dass die US Army das Gelände nun doch weiter nutzt.
Seit April 2022 sind die Coleman Barracks nach den Tower Barracks in Dülmen eines der zwei wichtigsten Drehkreuze für Material und militärisches Gerät der US Army zur Versorgung der ukrainischen Armee im Angriffskrieg Russlands.